# Mill Reef–Half Moon Bay
Mill Reef–Half Moon Bay ist eine Ortslage in der Parish of Saint Philip auf der Karibikinsel Antigua im Staat Antigua und Barbuda.

## Lage und Landschaft
Mill Reef–Half Moon Bay ist ein amtlich-statistischer Zählbezirk (englisch Enumeration district) im abgelegenen Südosten der Insel. Er umfasst die teils namenlosen Ortslagen zwischen der äußeren Südküste der Nonsuch Bay (um Grassfield Cove, Hungry Hill/Cork Point), an der Green Bay (Ricketts Bay, Devils Cove, Little Deep Bay, Neck of Land, Great Deep Bay, The Brook) über Watsons, Friars Head Bay und Friars Head bis in den Süden um die Exchange Bay, Soldiers Point, Half Moon Bay, Hudson Point und Mannings. Landab liegen Green Island und York Island.
Trotz einer Ausdehnung von um die sieben Kilometer hat die Ortslage nur etwa 30 (ständige) Einwohner (Stand: 2001), die Gegend ist ein nur von reichen Ausländern frequentiertes Hotel- und Villengebiet.
| Mont Pellier–Brownes Bay | Nonsuch Bay                                 |           |
| Freetown                 | Kompassrose, die auf Nachbargemeinden zeigt | Green Bay |
|                          |                                             | Atlantik  |

## Geschichte und Infrastruktur
Die Nonsuch Bay ist einer der guten Naturhäfen Antiguas, wenn auch schlecht erreichbar und mit seichter Einfahrt, und die Green Bay ist eine der beiden Passagen in die Bucht. Hier wurde am Hungry Hill schon früh eine britische Stellung gebaut, Fort Harman, das heute aber gänzlich abgekommen ist. Sonst befanden sich hier nur einige kleinere Farmen – um 1770 wird der Landstrich als „Ten Acres Lands“, Staatsbesitz, der für kleine Landwirtschaften parzelliert wurde, geführt – und eine Fischeransiedlung an der Half Moon Bay.
1947 wurde hier der Mill Reef Club gegründet, ein exklusiver Ferienwohn- und Yachtclub mit 45 Gründungsmitgliedern. Dem Club gehört auch Green Island, seit 1952 gibt es einen Golfplatz.
In den 1950ern wurde das Half Moon Bay Hotel erbaut, eines der ersten Touristenhotels in Antigua. Ab 1971 wurde es von Investoren zum Half Moon Bay Resort ausgebaut, ebenfalls mit Golfplatz, das Hotel von 66 auf 100 Betten aufgestockt und Grund für Ferienwohnhäuser bereitgestellt. Im Laufe der Jahre siedelten sich hier zahlreiche Prominente und reiche Ausländer an. Durch die abgeschiedene, „ghetto“-artige Lage trug der Raum aber kaum zur wirtschaftlichen Entwicklung des strukturschwachen Südostens der Insel bei, im Gegenteil, weite Bereiche des Südostspitze der Halbinsel sind nicht frei zugänglich.
1995 verwüstete Hurrikan Luis besonders auch diese Gegend und zerstörte das Half Moon Bay Resort. Ein Wiederaufbau wurde aber von der Antiguanischen Regierung, die es gerne dem – inzwischen in den USA wegen Betrugs verurteilten – Investor Allen Stanford zugesprochen hätte, verhindert und das Areal Juni 2007 enteignet. Eine endgültige Klärung des Eigentums und der Zukunft der Anlage steht bis heute aus, die Hotelanlage ist inzwischen weitgehend verfallen.
Der Strand ist ein eher selten besuchtes Ziel von Einheimischen und Ausflüglern.